# Борово (Бугарска)
Борово (буг. Борово) град је у Републици Бугарској, у северном делу земље, седиште истоимене општине Борово у оквиру Русенске области.

## Географија
Положај: Борово се налази у северном делу Бугарске. Од престонице Софије град је удаљен 270 km североисточно, а од обласног средишта, Русеа град је удаљен 50 km јужно.
Рељеф: Област Борова се налази у области бугарског Подунавља. Град се сместио у бреговитом подручју, на приближно 280 m надморске висине.
Клима: Клима у Борову је континентална.
Воде: У околини Борова протиче више мањих водотока.

## Историја
Област Борова је првобитно било насељено Трачанима, а после њих овом облашћу владају стари Рим и Византија. Јужни Словени ово подручеје насељавају у 7. веку. Од 9. века до 1373. године област је била у саставу средњовековне Бугарске.
Крајем 14. века област Борова је пала под власт Османлија, који владају облашћу 5 векова.
Године 1878. град је постао део савремене бугарске државе. Насеље постоје убрзо средиште окупљања за села у околини, са више јавних установа и трговиштем.

## Становништво
| 1985. | 1992. | 2001. |
| ----- | ----- | ----- |
| 2,985 | 2,874 | 2,620 |

По проценама из 2010. године Борово је имало око 2.400 становника. Огромна већина градског становништва су етнички Бугари. Остатак су махом Роми. Последњих деценија град губи становништво због удаљености од главних токова развоја у земљи.
Претежан вероисповест месног становништва је православна.